# Космин Яхромский монастырь

План-схема

Успенский Косьмо-Яхромский монастырь (Косми́н Я́хромской монастырь) — православный мужской монастырь Александровской епархии Русской православной церкви, расположенный в селе Небылом Юрьев-Польского района Владимирской области.

## История
Основан в конце XV века: между 1482/1483 и 1493/1494 годами. По некоторым источникам[уточнить], монастырь существовал уже в третьей четверти XV века.
По преданию, монастырь был основан преподобным Космой Яхромским, иноком Киево-Печерской лавры на месте явления ему в 1482 году иконы Успения Божией Матери. Позже Косма был избран игуменом, установил порядок иноческого жития, заложил храм Успения Пресвятой Богородицы.
В XV—XVI веках строения монастыря были деревянными, быстро ветшали и на протяжении столетий неоднократно перестраивались.
В 1624 году монастырю было пожаловано село Небылое.
В 1657 году в честь иконы Успения Божией Матери был построен каменный храм.
В середине XVII века возведён Успенский собор — самый древний и самый значительный в архитектурном отношении из всех монастырских построек.
В 1665 году по просьбе братии игуменом стал иеромонах Золотниковской пустыни Митрофан, будущий епископ Воронежский. За девять лет его игуменства Космин монастырь превратился в процветающий духовный центр. Был построен новый каменный храм во имя Спаса Нерукотворенного Образа (взамен ветхого деревянного), игуменские каменные келии, полностью обновлено иконное убранство обители.
В 1690 году была возведена последняя монастырская кирпичная церковь — надвратный храм во имя Святителя Николая.
В 1684 году Космин монастырь был передан в ведение Патриаршего дома.
В 1918 году часть послушников покинула монастырь. В 1923 году монастырь был закрыт. Ограду монастыря разобрали на кирпич.
После образования в 1935 году Небыловского района в монастыре размещались различные организации.
Уже после упразднения района монастырский комплекс привлёк внимание органов охраны памятников культуры, и в начале 1980-х годов был отреставрирован Успенский собор.
На основании Указа Президента от 20 февраля 1995 года монастырь получил статус памятника федерального значения.
В 1996 году монастырь был возвращён Церкви.
В 2004—2005 годах были произведены основные восстановительные работы. В 2009 году РИА Новости писало: «Древняя монашеская обитель малочисленна и малоизвестна: от Золотого туристического Кольца осталась в стороне и в популярные паломнические путеводители не попала».
К монастырю приписаны четыре окрестных приходских храма, при одном из которых по благословению архиепископа Владимирского и Суздальского Евлогия (Смирнова) предлагается устроить Православный центр реабилитации лиц, оказавшихся в сложной жизненной ситуации.

## Настоятели
- иеромонах Александр (Петров) (июнь 1994 — 28 сентября 1995)
- иеромонах Афанасий (Селичев) (28 сентября 1995 — 7 марта 2000)
- иеромонах Кирилл (Сурков) (7 марта 2000 — 3 апреля 2001)
- иеромонах Алексий (Яцурин) (3 апреля — 10 июня 2001)
- игумен Серафима (Котенёв) (с 10 июня 2001).